# 簡嘉亨
簡嘉亨（Jahangir Khan，2000年10月3日—），生於巴基斯坦阿塔克，巴基斯坦裔香港足球運動員，司職左中場，現效力香港超級足球聯賽球隊北區。

## 球員生涯
簡嘉亨10歲時隨父親移居香港，加入東方青年軍，但是因為沒有特區護照而未能替球隊參與預備組聯賽。
離開東方後，簡嘉亨加入由非洲難民和少數族裔組成的業餘球隊All Black FC，兩年後獲球隊教練介紹予愉園教練鮑家耀。
由於簡嘉亨在愉園跟操期間表現出色，季中獲引薦加盟港甲球隊宏大，期間正選上陣12場射入2球。
2019/20球季，簡嘉亨獲愉園以亞援身份替其註冊港超聯。
2020年9月，簡嘉亨取得特區護照，成為本地球員。
2021/22球季，冠忠南區簽入簡嘉亨，以本地球員身份註冊港超聯。
2023/24球季，港會簽入簡嘉亨。

## 國際賽生涯
2020年9月8日，簡嘉亨正式取得香港特區護照，獲得代表香港隊的資格。
2022年5月，簡嘉亨首次入選香港隊參與2023年亞足聯亞洲盃外圍賽第三圈。
2022年6月1日，簡嘉亨第一次代表香港隊在國際友誼賽對馬來西亞正選上陣。
2022年6月8日，簡嘉亨在2023亞洲盃外圍賽(D組)第一場比賽於89分鐘後備入替孫銘謙上場。
2022年6月11日，簡嘉亨在2023亞洲盃外圍賽(D組)第二場比賽於59分鐘後備入替茹子楠上場。
| 上陣次數 | 時間          | 地點                          | 對手     | 比數 | 賽事性質                          | 入球(累計) |
| -------- | ------------- | ----------------------------- | -------- | ---- | --------------------------------- | ---------- |
| 1        | 2022年6月1日  | 馬來西亞 武吉加里尔国家体育馆 | 马来西亚 | 0–2  | 國際友誼賽                        | 0 (0)      |
| 2        | 2022年6月8日  | 印度 鹽湖體育場               | 阿富汗   | 2–1  | 2023年亞足聯亞洲盃外圍賽 – 第三圈 | 0 (0)      |
| 3        | 2022年6月11日 | 印度 鹽湖體育場               | 柬埔寨   | 3–0  | 2023年亞足聯亞洲盃外圍賽 – 第三圈 | 0 (0)      |
| 4        | 2022年6月14日 | 印度 鹽湖體育場               | 印度     | 0–4  | 2023年亞足聯亞洲盃外圍賽 – 第三圈 | 0 (0)      |
| 5        | 2022年7月19日 | 日本 茨城縣立鹿嶋足球場       | 日本     | 0–6  | 2022年東亞足球錦標賽              | 0 (0)      |
| 6        | 2022年7月24日 | 日本 豐田體育場               | 南韓     | 0–3  | 2022年東亞足球錦標賽              | 0 (0)      |
| 7        | 2022年7月27日 | 日本 豐田體育場               | 中國     | 0–1  | 2022年東亞足球錦標賽              | 0 (0)      |

## 榮譽
冠忠南區
- 香港菁英盃冠軍（2022–23季度）

## 球場以外
2018年，簡嘉亨榮膺香港板球總會年度最佳U17球員，甚至曾獲邀參與香港U19板球隊試訓。

## 外部連結
- HKFA （页面存档备份，存于）